# Southland Sharks
Los Southland Sharks, conocidos por motivos de patrocinio como SBS Bank Southland Sharks, es un equipo de baloncesto neozelandés que compite en la NBL, la primera división del país. Fundado en 2009, tiene su sede en la ciudad de Invercargill, Southland. Disputa sus partidos en el ILT Stadium Southland, con capacidad para 4019 espectadores.

## Historia
La marca Southland Sharks se remonta a la década de 1990, cuando los Smokefree Southland Sharks compitieron en la Conference Basketball League (CBL) y ganaron campeonatos en 1995 y 1998. En 2002, un grupo de empresarios locales lanzó una oferta para ingresar un equipo de Southland en la Liga Nacional de Baloncesto (NBL), pero ese intento fracasó al final del artículo cuando el Community Trust of Southland rechazó un préstamo de 150.000 dólares.
En octubre de 2009, la Asociación de Baloncesto de Southland recibió una licencia NBL de tres años. En diciembre de 2009, los Sharks fueron confirmados para la temporada 2010 de la NBL.
Los Sharks aparecieron en los playoffs en sus dos primeras temporadas en la NBL, antes de perderse la postemporada en 2012. En 2013, los Sharks ganaron su primer campeonato con una victoria por 92–81 sobre los Nelson Giants en la final. Después de otra aparición en los playoffs en 2014, los Sharks ganaron su primer primera temporada regular en 2015, antes de llegar a la final de la NBL, donde ganaron su segundo campeonato con una victoria por 72-68 sobre los Wellington Saints. Con la victoria, rompieron la racha de 15 victorias consecutivas de los Waikato Titans de 2001 para terminar la temporada con 16 victorias seguidas. La temporada 2015 también vio a los Sharks retirar la camiseta número 12 de Kevin Braswell.
Después de otra aparición en los playoffs en 2016, los Sharks llegaron a su tercera final de la NBL en 2017, donde perdieron 108–75 ante los Saints. En 2018, los Sharks regresaron a la final de la NBL por cuarta vez en seis años, donde ganaron su tercer campeonato con una victoria por 98-96 nuevamente sobre los Saints.

## Palmarés
- NBL
  - Campeón (3): 2013, 2015, 2018
  - Finalista (1): 2017